# Всеукраїнський відкритий конкурс образотворчого мистецтва
Всеукраїнський відкритий конкурс образотворчого мистецтва #МИСТЕЦТВО – багатопрофільний некомерційний конкурс-виставка образотворчого мистецтва, який проходить у м. Київ (Україна) за підтримки Національної академії мистецтв України та під патронатом видатного художника-графіка, педагога, ректора Національної академії образотворчого мистецтва і архітектури, народного художника України, президента Національної академії мистецтв України, лауреата Національної премії України імені Тараса Шевченка Андрія Володимировича Чебикіна.
Головним завданням конкурсу-виставки є збереження і розвиток кращих традицій вітчизняного образотворчого мистецтва; виявлення, підтримка та сприяння просуванню талановитих дітей і творчо обдарованої молоді; підвищення майстерності учнів та студентів навчальних закладів України з художніми класами і факультетами; обмін творчими досягненнями та досвідом серед дітей, молоді та педагогів України; розвиток традицій національної мистецької освіти; сприяння інтеграції національного мистецтва у світовий культурний простір; сприяння розвитку міжкультурних і міжнаціональних дитячих і молодіжних комунікацій; залучення уваги діячів культури і мистецтва до вирішення проблем дитячої та молодіжної художньої творчості; наповнення “Фонду дитячих, юнацьких і молодіжних творчих робіт” роботами учасників.

## Про конкурс
Конкурс-виставка був вперше проведений у травні 2017 р. за сприянням Міжнародної школи мистецтв "Монтессорі центр" [Архівовано 3 серпня 2019 у Wayback Machine.]. В теперішній час конкурс проходить два рази на рік, восени та навесні. Учасники змагаються в 13 вікових категоріях та 57 номінаціях, які згруповані в 6 груп номінацій: "Живопис"; "Графіка"; "Декоративно-прикладні техніки. Ляльки народів світу. Дизайн одягу"; "Скульптура. Гончарство. LEGO"; "Паперопластика"; "Комп’ютерна графіка. Мультиплікація. Пісочні техніки. Художнє фото". У конкурсі-виставці можуть брати участь українські та зарубіжні учасники як самостійно, так і у складах творчих колективів.  
Почесний голова журі конкурсу-виставки – ректор Національної академії образотворчого мистецтва і архітектури, народний художник України, президент Національної академії мистецтв України, лауреат Національної премії України імені Тараса Шевченка Андрій Володимирович Чебикін. Серед членів журі: народний художник України Наталія Іванівна Ніколайчук [Архівовано 4 серпня 2019 у Wayback Machine.]; заслужений художник України Микола Савович Кочубей. Голосування членів журі є таємним. 
Головні призи конкурсу-виставки - 6 кубков Гран-Прі, які розігруються в групах номінацій. Учасники конкурсу-виставки також змагаються за право володіти званнями лауреатів і дипломантів, які, в свою чергу, розігруються в кожній номінації і віковій категорії. За результатами конкурсу-виставки підраховуються загальнокомандні заліки серед педагогів та навчальних закладів, учні яких беруть участь в конкурсі-виставці, та виявляються переможці, яким вручаються кубки.  

В V Всеукраїнському відкритому конкурсі образотворчого мистецтва #МИСТЕЦТВО, який відбувся в Києві (Україна) 13-19 травня 2019 року, взяли участь 638 учасників з 141 навчального закладу з 72 населених пунктів і 22 областей України. Учасників конкурсу-виставки підготували 190 педагогів. 

Всеукраїнський відкритий конкурс образотворчого мистецтва #МИСТЕЦТВО
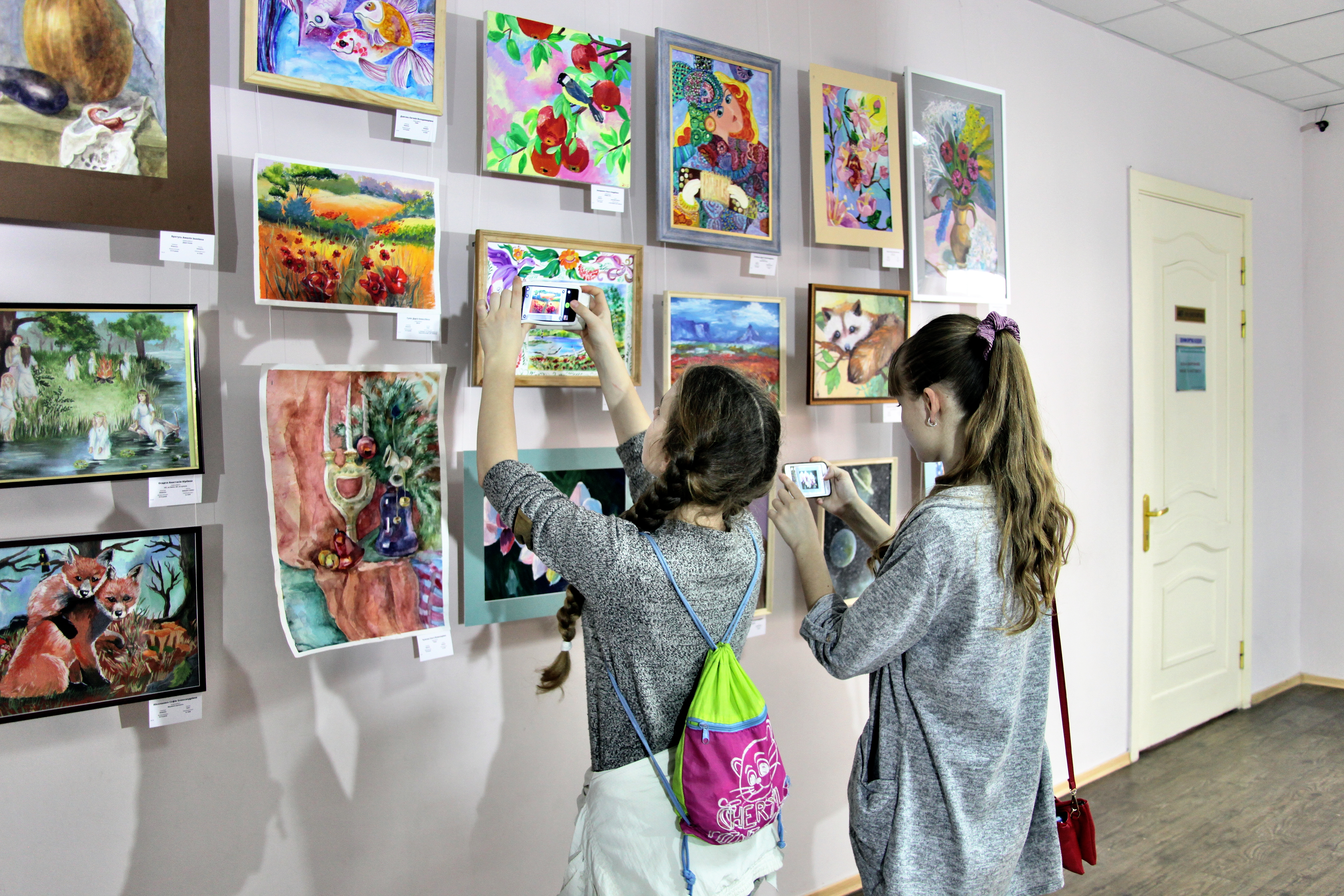
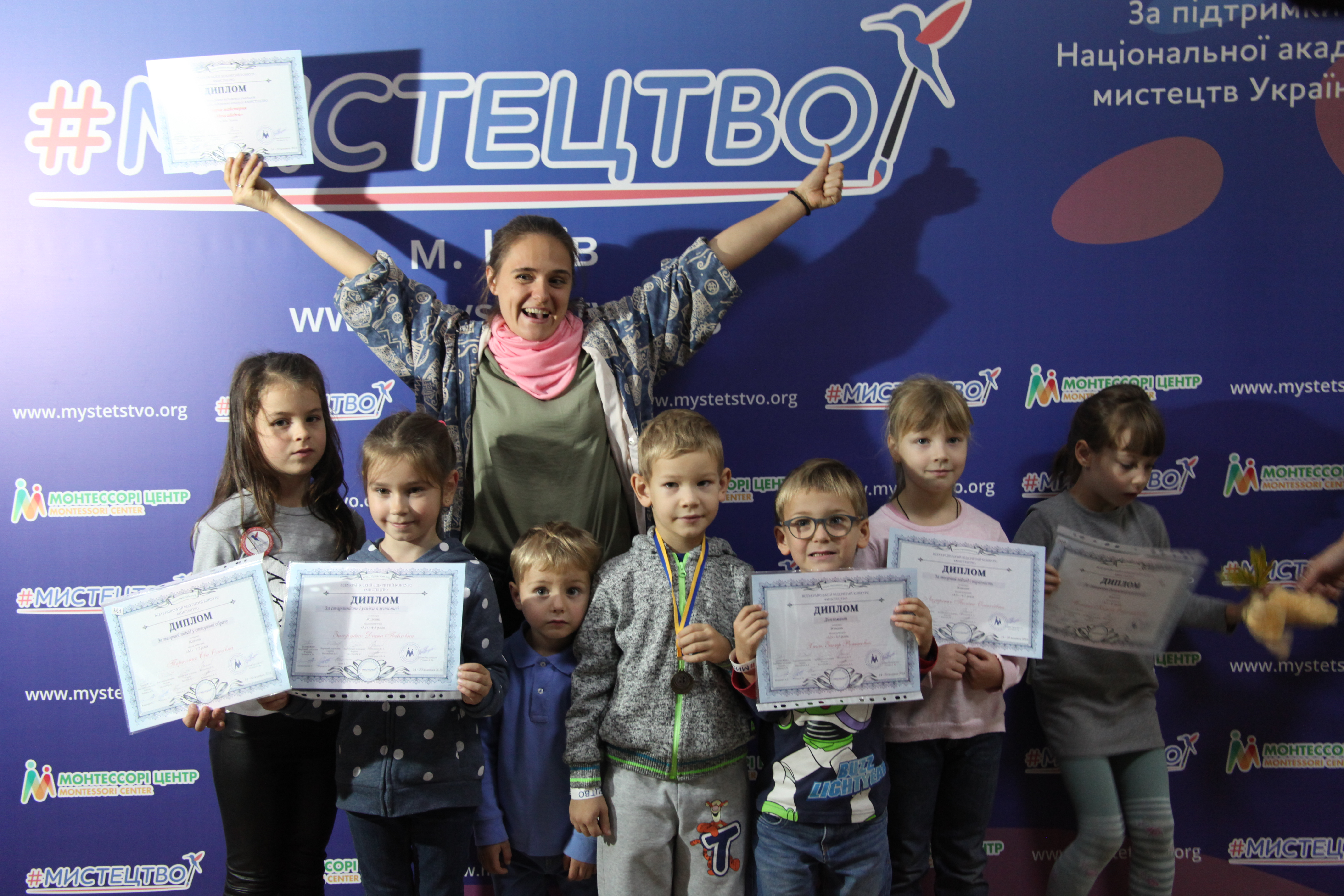
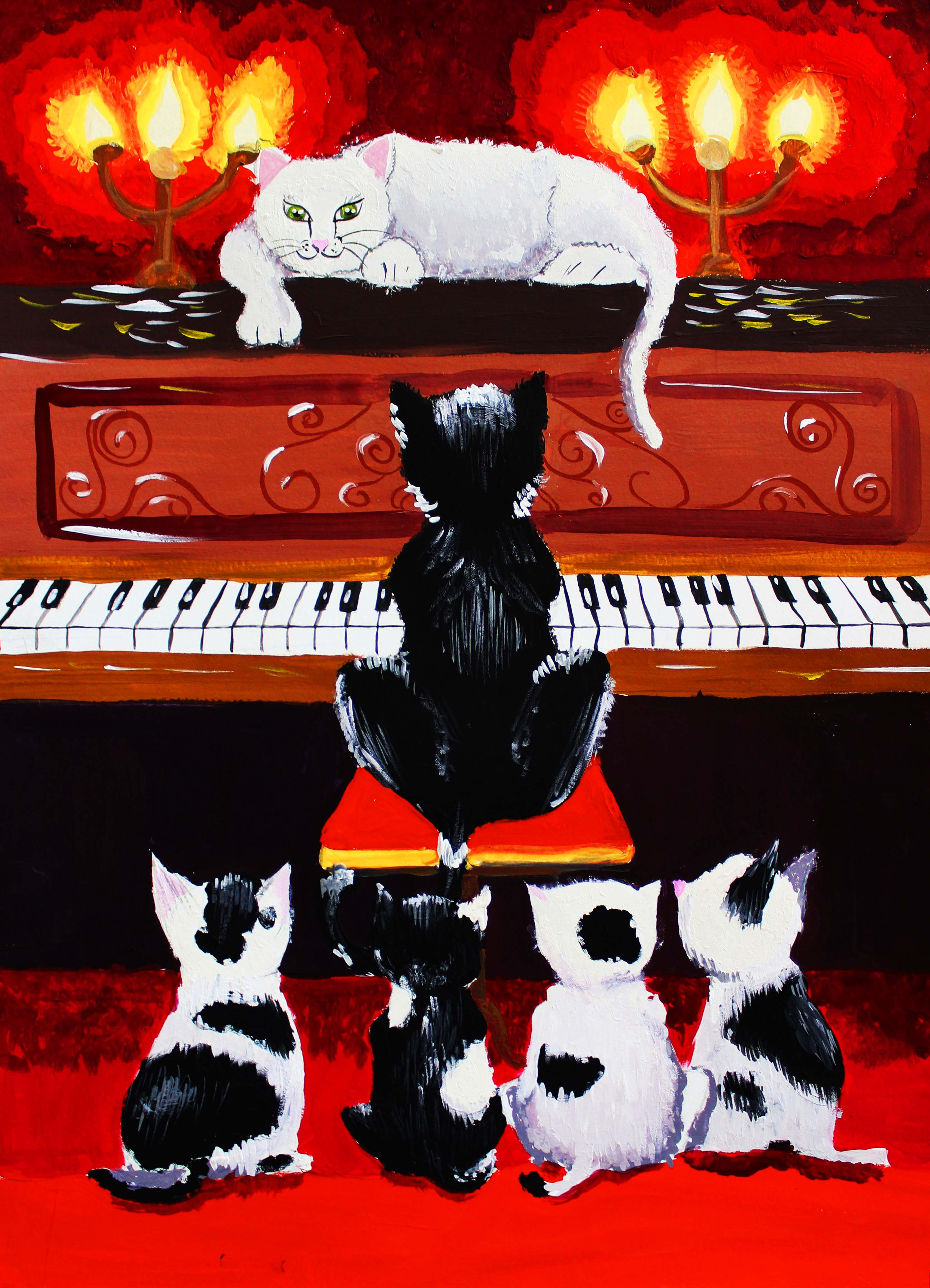
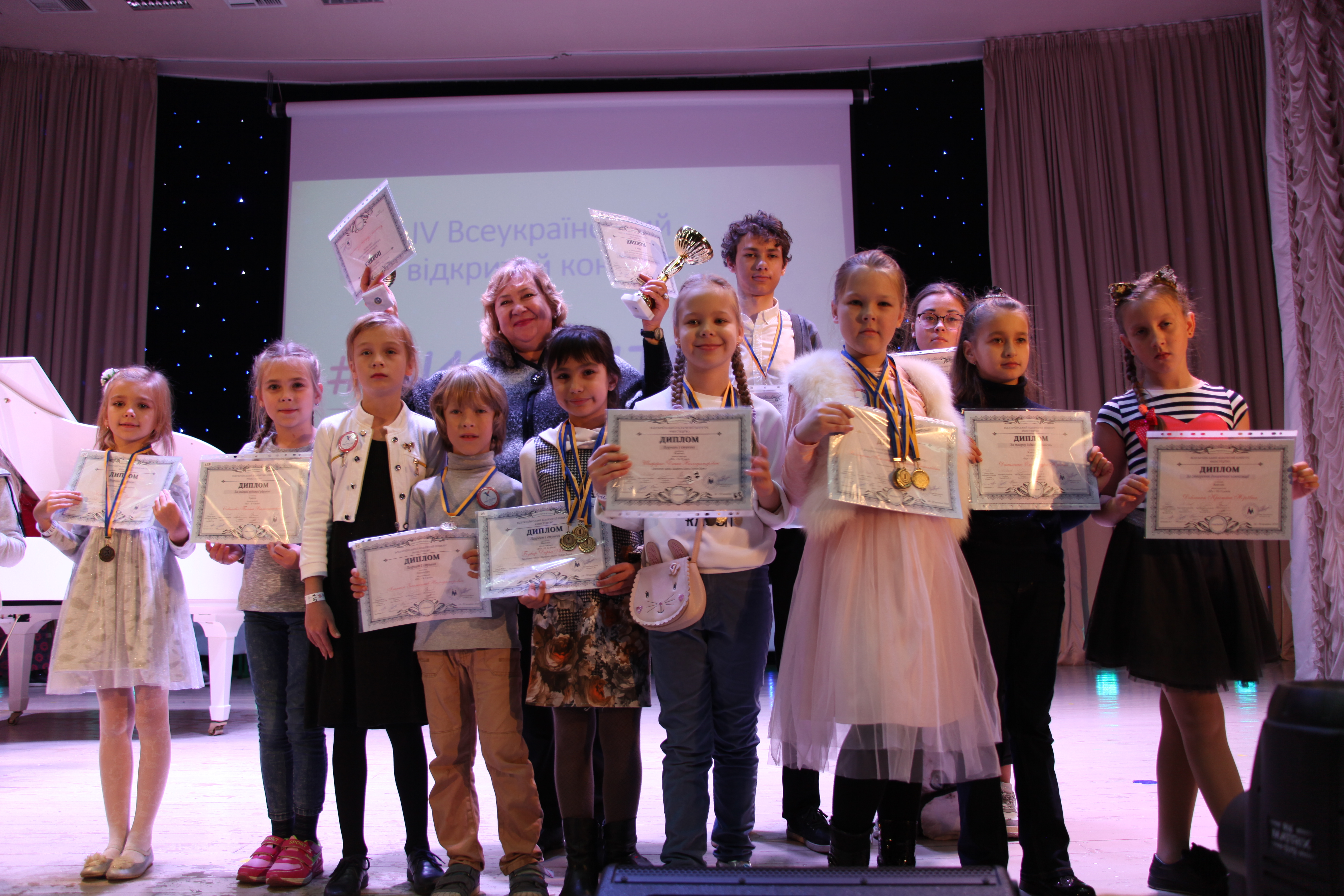
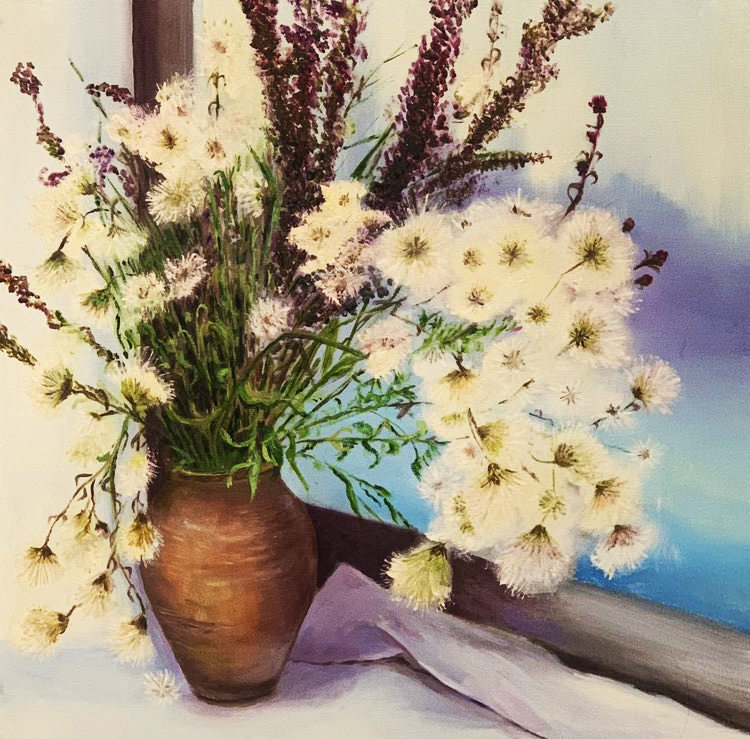
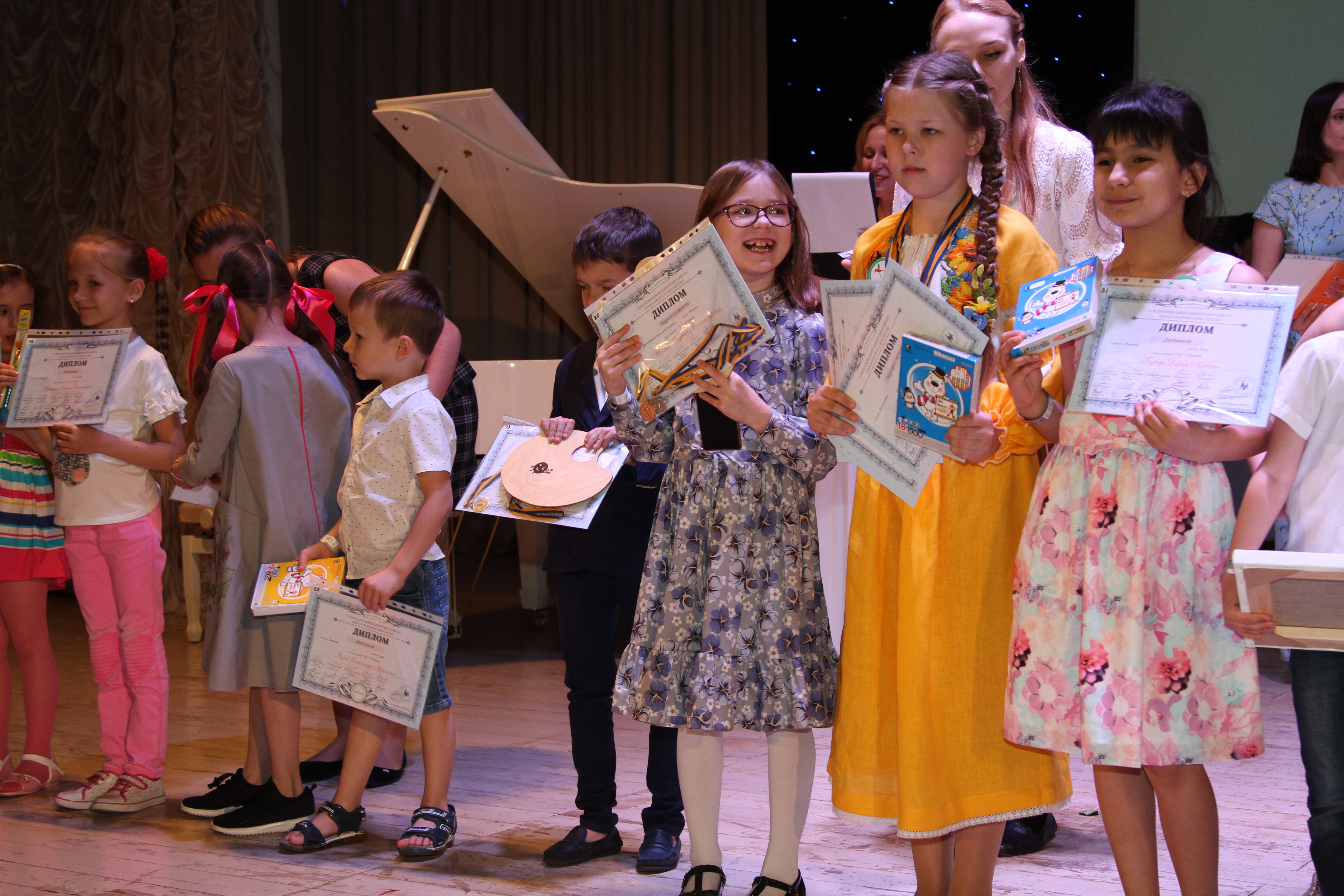
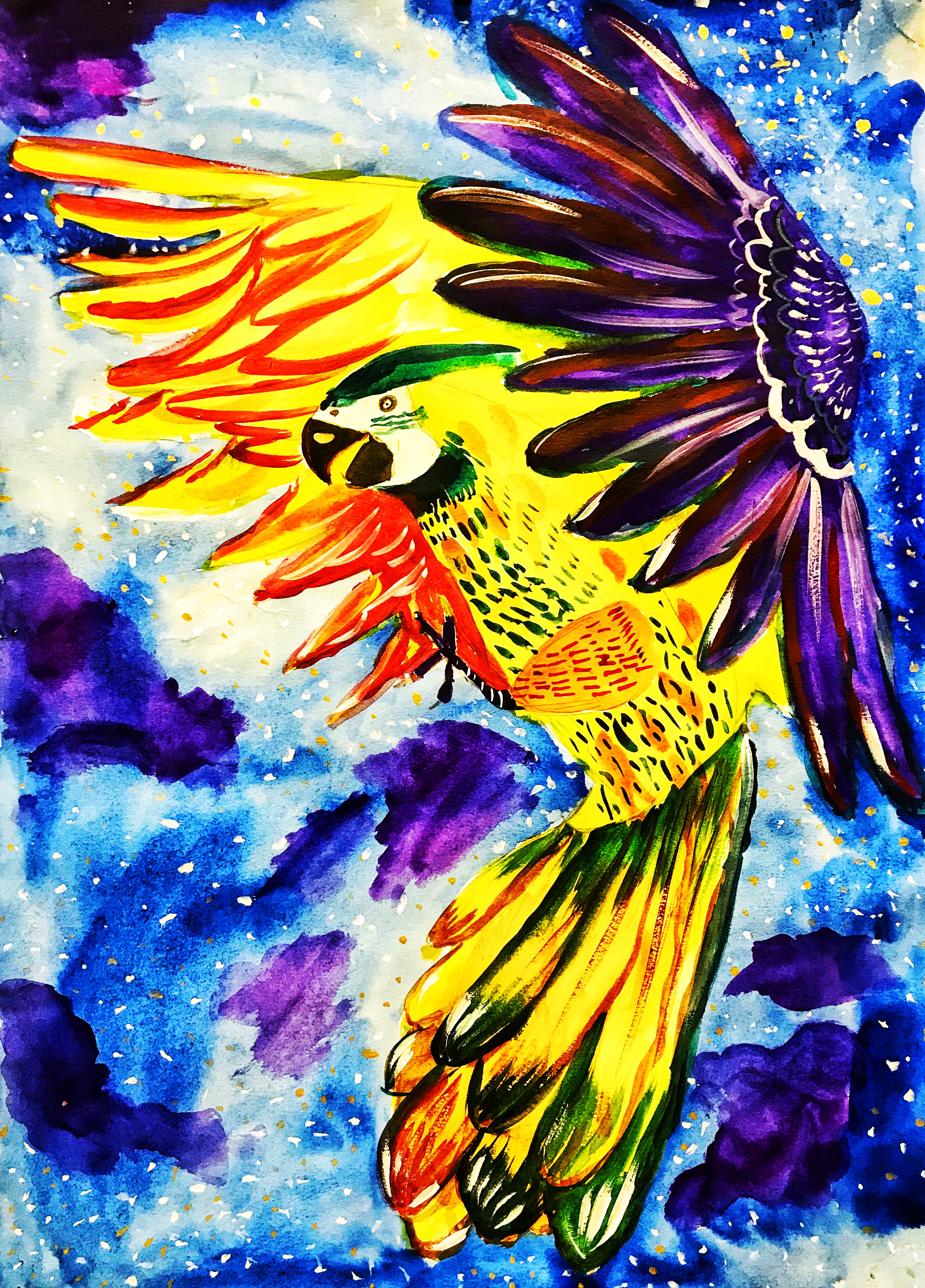
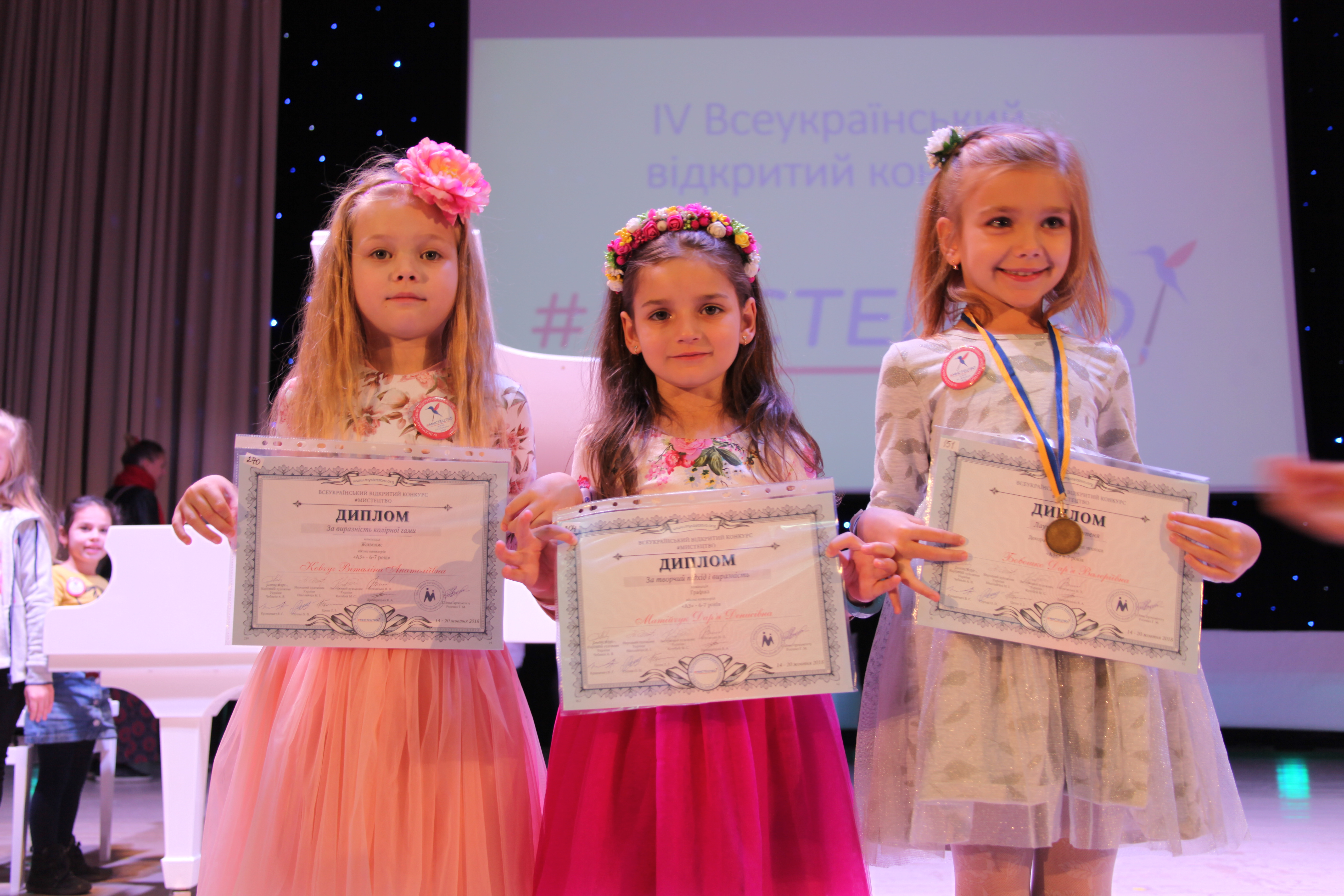

## Організатор, підтримка
Організатор конкурсу-виставки: громадська організація "Монтессорі центр конкурси"
За підтримки: Національної академії мистецтв України
Під патронатом: народного художника України Андрія Чебикіна
Голова оргкомітету: Ганна Росенко
Генеральний партнер і спонсор конкурсу-виставки: Міжнародна школа мистецтв "Монтессорі центр"